# Magee Rock
Magee Rock är en kulle i Antarktis. Den ligger i Östantarktis. Australien gör anspråk på området. Toppen på Magee Rock är 3 meter över havet.
Terrängen runt Magee Rock är kuperad åt sydost, men åt sydväst är den platt. Havet är nära Magee Rock åt nordväst. Trakten är glest befolkad. Närmaste befolkade plats är Casey Station, 8,4 kilometer sydväst om Magee Rock. 